# Jaime Freitas
Jaime Freitas (Lubango, 1950) é um administrador e empresário angolano, de origem portuguesa. Atualmente é considerado um dos 10 homens mais ricos de Angola, com uma fortuna avaliada em mais de 500 milhões de euros.

## Biografia
Jaime Freitas nasceu na cidade de Lubango em uma família de origem portuguesa. Ainda no período colonial, iniciou seus primeiros investimentos, fundou o Grupo COSAL, um dos maiores grupos privados do continente africano, que cresce muito desde o fim da Guerra Civil, em 2002.
O Grupo COSAL é atualmente responsável pela importação e venda das marcas de automóveis Fuso, Hyundai, Mercedes Benz, Mitsubishi, Suzuki e Yamaha em Angola. Também é responsável pela importação e distribuição do lubrificante Castrol. As filiais da COSAL estão presentes em  Lobito, Benguela, Lubango, Moçâmedes, Huambo, Malange e Kuito.
Para além do sector automóvel, a COSAL é responsável pelo Hotel Samba Executive (Luanda), La Rochelle Safari Resort (Namíbia), Pululukwa Resort (Lubango), Restaurante dos Lagos (Lubango), Restaurante Embarcadouro (Luanda),
Restaurante Mokoro (Luanda-Mussulo), Restaurante Mulemba (Luanda) e Roça das Mangueiras Resort (Luanda), sendo este último inaugurado em 2016, sob o custo de 12 milhões de dólares.
Em 2006 adquiriu a totalidade da Tecnoma Angola e em 2007 adquiriu 3,13% do Banco Comercial Angolano (BCA) por quatro milhões de dólares. Em 2009, Jaime adquiriu uma participação de 12% do Banco Caixa Geral de Angola. Em 2012, apenas em vendas de automóveis o Grupo COSAL movimentou mais de mil milhões de dólares, um crescimento de 37% em relação a 2011, com mais de 35.000 viaturas vendidas. Jaime Freitas também é detentor de 77% da Interauto, empresa de assistência automobilística, avaliada em US$ 200.000, e tem uma participação menor na Tecomat, empresa de construção civil.
Em 2014, adquiriu 50% do Grupo português MCoutinho por 20 milhões de dólares, que opera em Angola através da Multiauto, da qual Freitas comprou também 50 por cento. Em 2016, adquiriu 3,25% do Banco de Negócios Internacional Europa, de Portugal, por 9,25 milhões de euros.

## Vida pessoal
Jaime Freitas é casado e pai de Nuno Castro e Silva e Jaime Pedro "Mico" Freitas, sendo este casado com a artista brasileira Kelly Key.

## Holdings

### Grupo COSAL

##### Automóveis
- Cosal (Angola: Luanda, Lobito, Benguela, Lubango, Moçâmedes, Huambo, Malange e Kuito)
- Comauto (Angola: Luanda)
- Lusolanda (Angola: Luanda)

##### Hotelaria
- Hotel Samba Executive (Angola: Luanda)
- La Rochelle Safari Resort (Namíbia)
- Pululukwa Resort (Angola: Lubango)
- Roça das Mangueiras Resort (Angola: Luanda)

##### Alimentação
- Restaurante dos Lagos (Angola: Lubango)
- Restaurante Embarcadouro (Angola: Luanda)
- Restaurante Mokoro (Angola: Luanda-Mussulo)
- Restaurante Mulemba (Angola: Luanda)

### Interauto
- Interauto - Comércio e Assistência Auto, Lda. (Angola) - 77%

### Tecnoma
- Tecnoma Angola (Angola)

### Banco Comercial Angolano
- Banco Comercial Angolano (Angola) - 3,13%

### Caixa Geral de Depósitos
- Banco Caixa Geral de Angola (Angola) - 12%

### Grupo MCoutinho
- MCoutinho (Portugal) - 50%
- Multiauto (Angola) - 50%

### Banco de Negócios Internacional
- Banco de Negócios Internacional Europa (Portugal) - 3,25%